# Carl von Ossietsky
Carl von Ossietsky eller Carl von Ossietzky (3. oktober 1889 i Hamburg – 4. maj 1938 i Berlin) var en radikal tysk pacifist og modtog i 1936 Nobels fredspris for 1935. Ossietzkyprisen er opkaldt efter ham.

## Baggrund
Ossietzkys far døde da drengen var to år.  Moren var en from katolik, og skal have ønsket at sønnen ville gå i kloster. Selv om han afbrød sin skolegang før studentereksamen, lykkedes Ossietzky i at gøre karriere som journalist.  I 1913 giftede han sig i England med Maud Lichfield-Woods, datter af en britisk officer og en indisk prinsesse, og fik med hende datteren Rosalinda von Ossietzky-Palm, som også blev en aktiv pacifist. 
I 1913 fik Ossietzky en betinget dom for at have kritiseret militarismen, efter at en løjtnant i Zabern var gået løs på nogle civilister med sabel fordi de ikke skulle have hilst høfligt nok.  Løjtnanten gik fri.  Under første verdenskrig tjenestegjorde Ossietzky på Vestfronten, og var som Adolf Hitler i 1918 en desillusioneret, 29-årig korporal. Men Ossietzky blev sekretær for det tyske fredssamfund Deutsche Friedensgesellschaft, og redaktør for tidsskriftet Die Weltbühne, som Sigurd Hoel kaldte "den vågne samvittighed i Tysklands politiske liv".

## Forræderidommen
I en artikel i Die Weltbühne afslørede Ossietzky, at transportministeriet drev en "afdeling M", som i al hemmelighed prøvede at bygge et tysk luftvåben op i samarbejde med Lufthansa. Avisen afdækkede dette kun ved brug af åbent tilgængelige kilder.  Det vakte derfor stor protest, da Ossietzky alligevel blev idømt et og et halvt års fængsel for landsforræderi og spionage 23. november 1931. Datteren fik genoptaget sagen i 80'erne, men forræderidommen blev endelig stadfæstet af tysk højesteret i 1992, selv om Rosalinda Ossietzky-Palm fremlagde to udtalelser fra sagkyndige, om at den franske hær allerede før Ossietzkys tekst, kendte til forholdene hans artikel omtalte. 

## Fangenskab og fredspris
Takket være et juleamnesti blev Ossietzky løsladt fra fængsel 22. december 1932 efter 227 dages soning. Han havde da tabt 10 kilo, og hans venner opfordrede ham til at flygte fra Tyskland. 27. januar 1933 brændte Rigsdagsbygningen i Berlin mens han spiste til aftens hos nogle venner. De bad ham blive natten over, men han gik hjem og blev arresteret næste morgen. 6. april 1933 blev han overført til koncentrationslejren Sonnenburg. Fangerne var blevet groft mishandlet, og ved ankomst blev de sat til at grave sine egne grave. Efter en uge fik Ossietzky sit første hjerteanfald. 
I februar 1934 blev han overført til lejren Papenburg-Esterwegen i myrlandet nær Nederlandene. Her bar han sten og vaklede under vægten. Vogterne sagde: "Vi burde gi' dig en over kæften, men dig tales der jo om." Albert Einstein, Thomas Mann og Willy Brandt arbejdede for at skabe en opinion, der kunne sætte ham fri.  I oktober 1935 fik Røde Kors sendt en repræsentant til lejren, Carl Burckhardt. Han beskriver mødet: "Efter ti minutters venten kom to SS-folk, der mere slæbte end ledsagede en lille skikkelse. Et rystende, dødsens blegt væsen som virkede helt følelsesløst, med et opsvulmet øje, tænderne øjensynligt slået ind, og som slæbte på et brukket og dårligt helet ben. Jeg rakte ham hånden, men han tog den ikke. "Afgiv melding!" skreg kommandant Loritz. En uartikuleret, lav lyd kom ud af struben på det forpinte menneske. "Træk Dem tilbage!" sagde jeg til Loritz. "Hr von Ossietzky, jeg bringer Dem hilsen fra Deres venner. Jeg repræsenterer Røde Kors og er her for at hjælpe Dem, så langt det er muligt." Ingen reaktion. Foran mig, knapt nok i live, stod et menneske, der var nået til den yderste grænse for hvad det kunne tåle. Jeg trådte nærmere. Da fyldtes det ene, seende øje med tårer, og læspende, afbrudt af hulk, sagde han: "Tak. Sig til mine venner at det er slut med mig; snart er det forbi; det er godt sådan." Stille føjede han til: "Det var freden jeg ville." Så begyndte han igen at ryste. Han vendte sig møjsommeligt om og slæbte sig tilbage til barakken."
I 1935 blev der ikke uddelt nogen fredspris, da komitéen ville tænke sig om. Men verdensopinionen arbejdede for Ossietzky, og Hermann Göring fremskaffede en lægeattest for Ossietzkys helbred, der var yderst alarmerende. Han blev overført til et fængselssygehus til behandling, og indkaldt til samtale med Göring, der tilbød ham friheden og en livsvarig pension på 500 rigsmark i måneden, hvis han skrev under på at han gav afkald på fredsprisen, og ikke ville have noget at gøre med fredsbevægelser i udlandet. Men Ossietzky svarede: "Jeg er, jeg var, jeg forbliver pacifist."
I 1936 modtog han så fredsprisen for 1935. I forkant trak udenrigsminister Halvdan Koht og Venstres formand Johan Ludwig Mowinckel sig fra komitéen for ikke at risikere, at den norske regering og Stortinget blev stillet til ansvar for afgørelsen. Kong Haakon 7. udeblev demonstrativt fra ceremonien, og Aftenposten skrev: "Det norske folk har ikke haft noget med uddelingen at gøre.  Fredsprisen er blevet brugt som en udfordring og et kårdestød imod anderledes tænkende.  Den overlades til smilet, hvor den rettelig hører hjemme hos en overlegen nation." Men Joseph Goebbels smilede ikke.  Han udsendte meldingen: "Tildelingen af Nobels fredspris til en notorisk landsforræder er en så uforskammet udfordring og fornærmelse mod det nye Tyskland at der vil gives et tilsvarende tydeligt svar."  Og det kom: Adolf Hitler forbød herefter enhver tysk borger – for al fremtid – at modtage nogen af Nobels priser. 
Norges Handels- og Sjøfartstidende skrev: "Handlinger som opholdstilladelse for Trotskij og denne Nobelprisuddeling river ned for Norge hvad vor idrætsungdom, vore forretningsmænd og vore søfolk bygger op." Også Knut Hamsun tog stærkt afstand fra uddelingen.  Han skrev 22.november 1935 i Aftenposten og Tidens Tegn: "Hvad om hr Ossietzky hellere hjalp lidt positivt til nu i denne svære overgang, da hele verden flækker tænder mod myndighederne i det store folk, han tilhører?  Hvad vil han – er det den tyske oprustning han nu som fredsven vil demonstrere mod? Så denne tysker hellere, at hans land stadig lå knust og nedværdiget blandt landene, prisgivet fransk og engelsk nåde?"  Nordahl Grieg svarede samme eftermiddag i Dagbladet: "- her er en stor norsk digter, som går til angreb på dig, han er en modig mand, han har valgt sin modstander med omhu, der du ligger kneblet i koncentrationslejren.  Han vil have glemsel omkring dig. Men måske vil det være en af tingene vi ikke glemmer – den store verdensberømthed der spørger, og manden i fangedragt som ikke kan svare."
33 norske forfattere udsendte en erklæring, hvor de beklagede at Hamsun angreb en forsvarsløs fange. Hverken Aftenposten eller Tidens Tegn ville trykke den. I stedet for skrev Aftenposten på lederplads: "Tilgiv dem, for de ved ikke, hvad de gør!"  Den Konservative Studenterforening takkede i en resolution Hamsun: "Aldrig har De været mere i pagt med tidens unge. Den nationale ungdom slutter også i denne sag op om sin store åndelige høvding."
Ossietzky fik ikke lov til at rejse til Oslo for at modtage prisen, og prisbeløbet på kr 100.000 fik han heller aldrig, da det blev underslået af mellemmænd. På sanatoriet, hvor han blev holdt indespærret, blev han opsøgt af en tidligere Wehrmacht-officer, Kurt Wannow, der hævdede at være sagfører, og skaffede sig Ossietzkys fuldmagt, så han kunne hæve beløbet for ham. Dette investerede Wannow i papirer i Lotte Lenzes navn – en rødhåret, nittenårig børnehave-ansat i Berlin – så det skulle blive svært for Ossietzky at få tilgang til sine egne penge. Ossietzkys læge, Dosquette, lånte ham penge til advokater, så han fik parret tiltalt. De blev stillet for retten. Det var her han kom med sin sidste officielle udtalelse: "Jeg spurgte mig selv: Er du virkelig værdig til denne pris, eller er det bare en politisk demonstration?  Men så tog jeg et overblik over mit liv, og kom til at jeg ikke var helt uværdig."
Den norske ingeniør Finn Lie og hans kone besøgte Ossietzky i påsken 1938. Han boede i en barak i fattigkvarteret Pankow i Berlin. Det fugtige værelse målte 3 x 4 meter. Om sin tuberkulose sagde han, at han sandsynligvis var blevet inficeret med tuberkelbasiller, da ingen i familien havde sygdommen. Han kendte til Hamsuns angreb, men bad alligevel Finn Lie om at sende sig Hamsuns næste bog, Ringen sluttet, når den udkom på tysk. Men allerede 4. maj var Ossietzky død. Ved bisættelsen var kun enken, lægen og hans kone, samt to Gestapo-vagter til stede. På kisten lå ingen kranse, kun en enkel buket fra ægteparret Lie. Organisten spillede Åses død og Solveigs sang af Edvard Grieg.
Ossietzky beundrede Hamsun som forfatter og havde bedt Finn Lie om at hilse ham. Lige før anden verdenskrig traf Lie faktisk Hamsun i en elevator i en bygård i Pilestredet i Oslo, og greb da chancen til at overbringe ham Ossietzkys hilsen. "Fra hvem?" spurgte den tunghøre digter. "Fra Carl von Ossietzky!" råbte Lie ind i hans øre. "Jeg kender ingen ved det navn!" svarede Hamsun og skyndte sig henad korridoren.